# Episodi di Pappa e ciccia (quinta stagione)
La quinta stagione della serie televisiva Pappa e ciccia, venne trasmessa negli Stati Uniti sulla ABC dal 14 settembre 1992 al 18 maggio 1993.
In Italia, venne trasmessa su Canale 5 nel 1994.
| n° | Titolo originale                          | Prima TV USA      | Prima TV Italia |
| -- | ----------------------------------------- | ----------------- | --------------- |
| 1  | Terms of Estrangement: Part 1             | 15 settembre 1992 | 1994            |
| 2  | Terms of Estrangement: Part 2             | 22 settembre 1992 | 1994            |
| 3  | The Dark Ages                             | 29 settembre 1992 | 1994            |
| 4  | Mommy Nearest                             | 6 ottobre 1992    | 1994            |
| 5  | Pretty in Black                           | 13 ottobre 1992   | 1994            |
| 6  | Looking for Loans in All the Wrong Places | 20 ottobre 1992   | 1994            |
| 7  | Halloween IV                              | 27 ottobre 1992   | 1994            |
| 8  | Ladies' Choice                            | 10 novembre 1992  | 1994            |
| 9  | Stand on Your Man                         | 17 novembre 1992  | 1994            |
| 10 | Good Girls, Bad Girls                     | 24 novembre 1992  | 1994            |
| 11 | Of Ice and Men                            | 1º dicembre 1992  | 1994            |
| 12 | It's No Place Like Home for the Holidays  | 15 dicembre 1992  | 1994            |
| 13 | Crime and Punishment                      | 5 gennaio 1993    | 1994            |
| 14 | War and Peace                             | 12 gennaio 1993   | 1994            |
| 15 | Lanford Daze                              | 26 gennaio 1993   | 1994            |
| 16 | Wait Till Your Father Gets Home           | 9 febbraio 1993   | 1994            |
| 17 | First Cousin, Twice Removed               | 16 febbraio 1993  | 1994            |
| 18 | Lose a Job, Winnebago                     | 23 febbraio 1993  | 1994            |
| 19 | It's a Boy!                               | 2 marzo 1993      | 1994            |
| 20 | It Was Twenty Years Ago Today             | 9 marzo 1993      | 1994            |
| 21 | Playing with Matches                      | 23 marzo 1993     | 1994            |
| 22 | Promises, Promises                        | 6 aprile 1993     | 1994            |
| 23 | Glengarry, Glen Rosey                     | 4 maggio 1993     | 1994            |
| 24 | Tooth or Consequences                     | 11 maggio 1993    | 1994            |
| 25 | Daughters and Other Strangers             | 18 maggio 1993    | 1994            |